# Vladimir Kocman
Vladimir Kocman (né le 5 avril 1956) est un judoka tchécoslovaque. Il participe aux Jeux olympiques d'été de 1980 dans la catégorie des poids lourds et remporte la médaille de bronze.

## Palmarès

### Jeux olympiques
- Jeux olympiques de 1980 à Moscou,  Union soviétique
  -  Médaille de bronze